# Saint-Nicolas-de-Pierrepont
Saint-Nicolas-de-Pierrepont ist eine französische Gemeinde auf der Halbinsel Cotentin. Sie gehört zur Normandie, zum Département Manche, zum Arrondissement Coutances und zum Kanton Créances. Sie grenzt im Nordwesten an Saint-Sauveur-de-Pierrepont, im Nordosten an Doville, im Osten an Neufmesnil (Berührungspunkt) sowie im Süden und Südwesten an La Haye.

## Bevölkerungsentwicklung
| Jahr      | 1962 | 1968 | 1975 | 1982 | 1990 | 1999 | 2008 | 2018 |
| --------- | ---- | ---- | ---- | ---- | ---- | ---- | ---- | ---- |
| Einwohner | 292  | 275  | 258  | 247  | 251  | 249  | 248  | 307  |

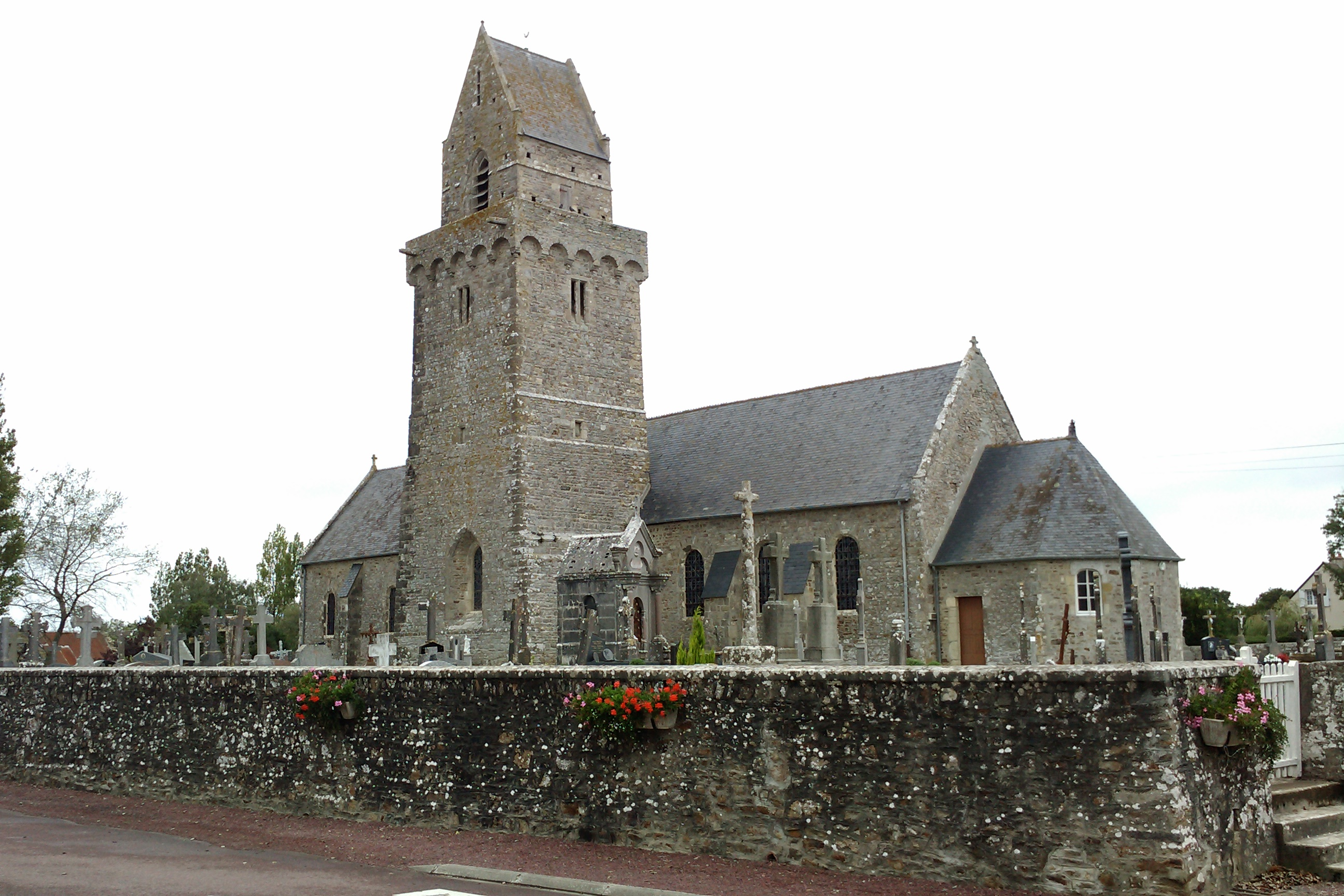
Kirche Saint-Nicolas
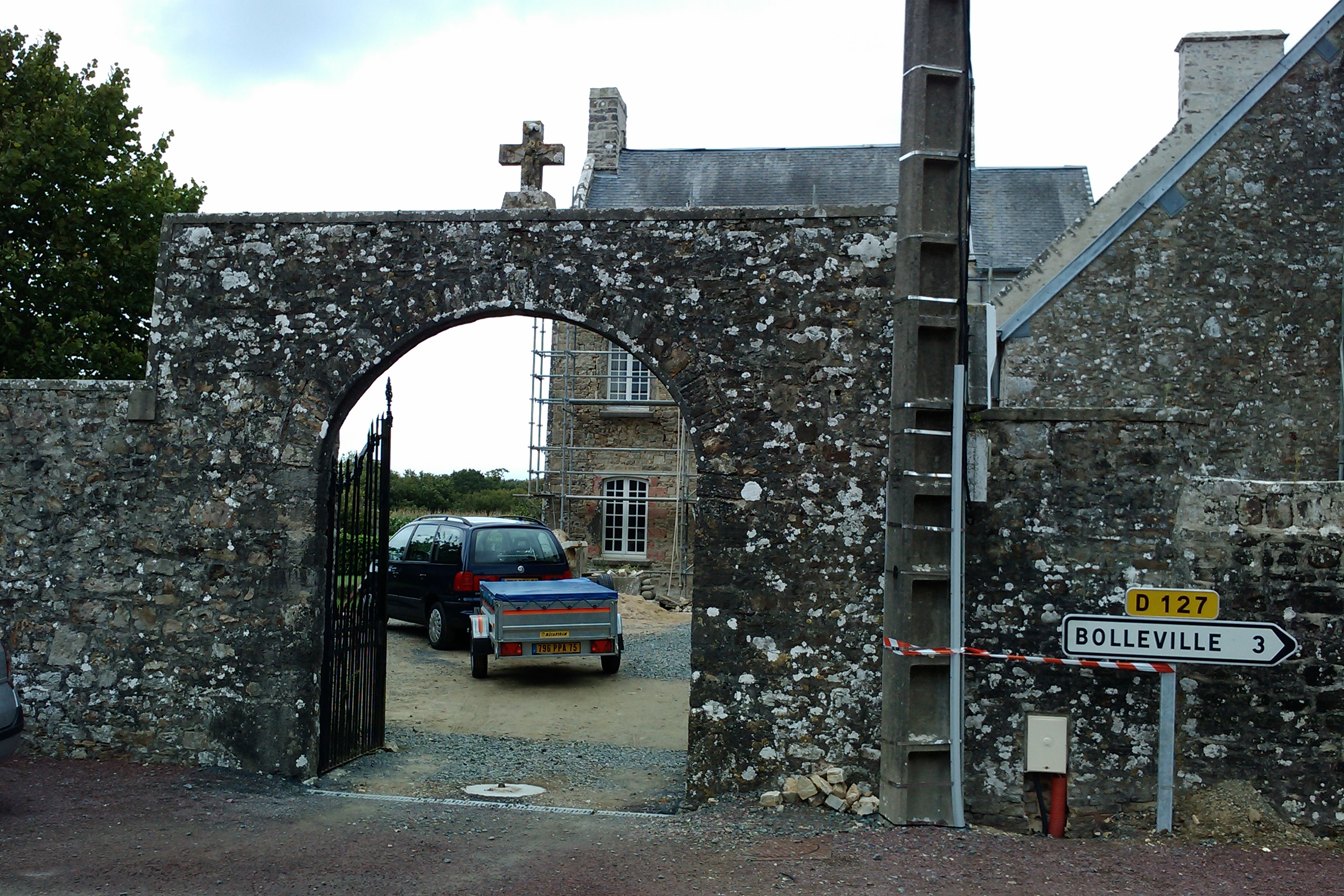
Ehemaliges Pfarrhaus
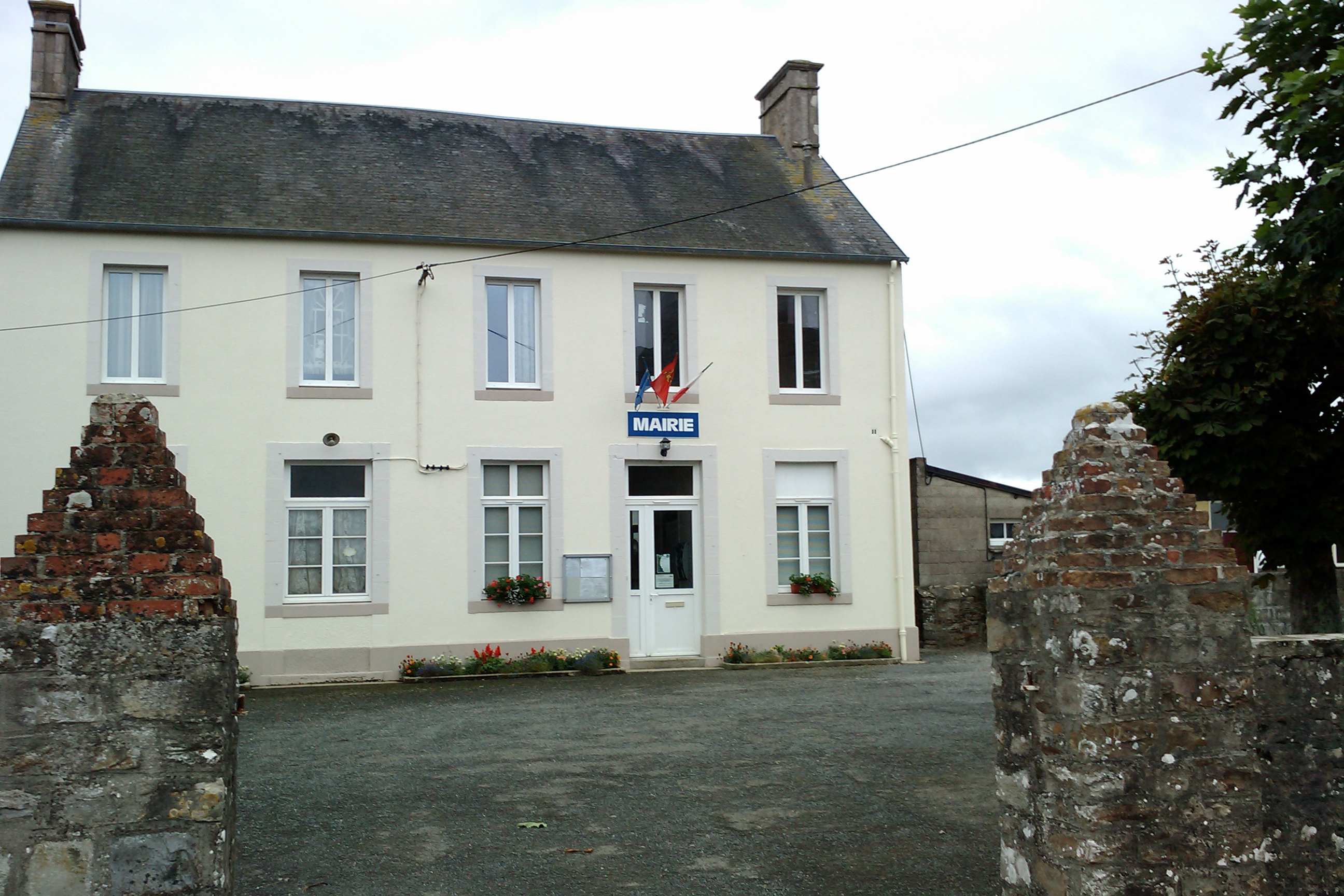
Rathaus (Mairie)